# Rose McGrandle
Rose McGrandle (Milton Keynes, 24 de enero de 1987) es una deportista británica que compitió en skeleton. Ganó una medalla de bronce en el Campeonato Europeo de Skeleton de 2015.

## Palmarés internacional
| Campeonato Europeo | Campeonato Europeo | Campeonato Europeo | Campeonato Europeo |
| Año                | Lugar              | Medalla            | Prueba             |
| ------------------ | ------------------ | ------------------ | ------------------ |
| 2015               | Igls (Austria)     | Medalla de bronce  | Individual         |